# Гладкие тритоны
Гладкие тритоны, или малые тритоны (лат. Lissotriton) — род хвостатых земноводных семейства настоящие саламандры.

## Описание
Некрупного размера тритоны в среднем до 10 см длиной. Кожа гладкая или мелкозернистая. Паротиды не выступающие. Спинно-хвостовой гребень у самцов в брачный период цельный с волнистым или прямым краем. Пальцы короткие, с кожистыми оторочками. Хвост уплощён с боков. Брюхо без пятен, с мелкими разреженными крапинками по краю или с круглыми чёрными пятнами.

## Распространение
Обитают в Европе и Малой Азии, заходя на восток до Сибири.

## Виды
Включает 10 видов:
- Lissotriton boscai — испанский тритон
- Lissotriton graecus
- Lissotriton helveticus — нитеносный тритон
- Lissotriton italicus — итальянский тритон[4]
- Lissotriton kosswigi
- Lissotriton lantzi — тритон Ланца
- Lissotriton maltzani
- Lissotriton montandoni — карпатский тритон
- Lissotriton schmidtleri
- Lissotriton vulgaris — обыкновенный тритон